# Pekka Suhonen
Jussi Pekka Suhonen, född 16 augusti 1938 i Helsingfors, död där 11 november 2011, var en finländsk författare och konstkritiker.
Suhonen avlade kandidatexamen i humanistiska vetenskaper 1963. Han arbetade 1963–1965 som konstkritiker vid Uusi Suomi och var därefter förlagsredaktör fram till 1970. Han var en mångsidig författare, som verkade i ett flertal litterära genrer och använde sig i sitt skrivande av djup kulturhistorisk kunskap.
Suhonen debuterade 1965 med diktsamlingen Kootut runot och följde därefter upp sin lätt experimenterande lyriska linje bland annat i samlingarna Palava omaisuus (1968) och Moskovalainen huivi (1976). Sin prosaproduktion inledde han 1966 med novellsamlingen Tytöt lähtevät maailmalle och utgav 1973 Delfiini, en bok som hör till den finska essälitteraturens mest uppmärksammade alster under 1970-talet. Han skrev även barn- och ungdomsböcker samt översiktsverken Uutta suomalaista arkkitehtuuria (1967, svensk översättning Ny arkitektur i Finland, samma år) och Suomalaista arkkitehtuuria vuoden 1949 jälkeen (1981). Bland hans senare verk märks essäsamlingen Rooli ja kohtalo (1996), som bland annat handlar om Aino Ackté och Ulla Möllersvärd, samt Ei vain muodon vuoksi (2000), en historik till Konstflitföreningen i Finlands 125-årsjubileum. 